# Ingeniería de materiales
La ingeniería de materiales es una rama de la ingeniería que se fundamenta en las relaciones propiedades-estructura y diseña o proyecta la estructura de un material para conseguir un conjunto predeterminado de propiedades. Esta ingeniería está muy relacionada con la mecánica y la fabricación.
Los objetivos del ingeniero de materiales son dominar al máximo nivel las técnicas avanzadas de producción y transformación de los materiales y ser capaz de contribuir al desarrollo de materiales nuevos y de nuevos procesos de producción. En el mundo cambiante de las nuevas tecnologías del siglo XXI, el Ingeniero de Materiales va a ser un agente imprescindible en la selección de materiales para todas las áreas de la ingeniería y en particular en el mundo del diseño.
La ingeniería de materiales es un título académico reconocido en todo el mundo y que se dedica al diseño, fabricación y comportamiento de todo tipo de componentes y estructuras, utilizando tanto materiales tradicionales como de nuevo diseño. Los coches, la ropa y el calzado, el equipo deportivo, los ordenadores o las prótesis y dispositivos biomédicos se fabrican con materiales cada vez más modernos, incluso basados en la nanotecnología. En estos campos, como en muchos otros, un nuevo material ha sido la clave que ha permitido desarrollar nuevos productos y aplicaciones. Así ha sucedido con los materiales compuestos en aeronáutica y en el deporte de alta competición. 
La ingeniería de materiales es la base de los avances tecnológicos que han transformado nuestra sociedad, por lo que el ingeniero de materiales en uno de los perfiles más demandados en todo el mundo para la investigación, el desarrollo y la innovación, siendo un profesional de futuro en la industria. En conjunto, la ingeniería de materiales es una de las nuevas ingenierías del siglo XXI que está diseñada para lograr una sociedad del bienestar más sostenible y eficiente.

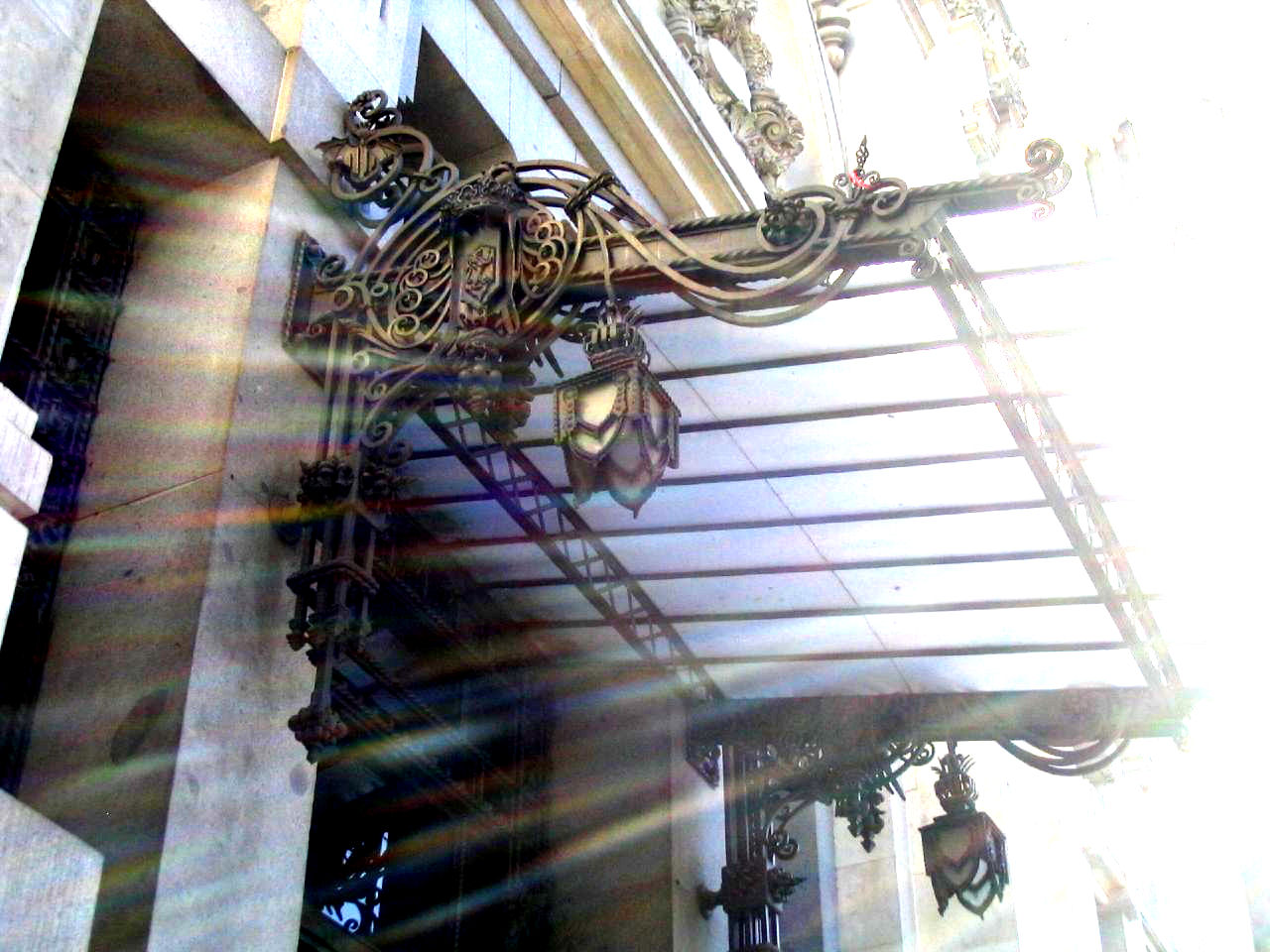
Forja metálica en la marquesina del actual Ayuntamiento de Madrid, antiguo Palacio de Comunicaciones.

## Historia de la ingeniería de materiales en España
En España la carrera de Ingeniería de Materiales fue introducida por la Universidad Politécnica de Madrid después de su aprobación en el BOE, el 6 de septiembre de 1994, gracias sobre todo al trabajo y dedicación de su principal impulsor, el ingeniero y físico Manuel Elices. Esta carrera, fundamentalmente orientada hacia los materiales estructurales, se imparte en otras 14 universidades españolas. En España existen varias titulaciones universitarias: 
- Grado en Ingeniería de los Materiales (4 años y 6 meses)
- Título europeo de Ingeniería de Materiales (5 años)
- Especialización de segundo ciclo como Ingeniero de Materiales (2 años)

## Materiales en ingeniería

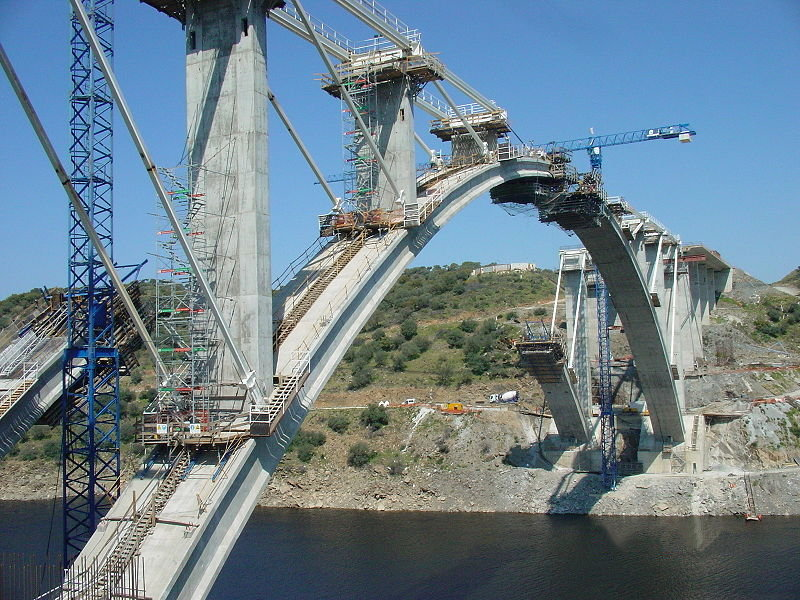
La técnica del hormigón está muy desarrollada permitiendo soluciones muy complejas. En este puente sobre el río Almonte, España.

La ciencia de materiales clasifica a todos    los materiales en función de sus propiedades y su estructura atómica. Son los siguientes:
- metales
- cerámicos
- polímeros
- materiales compuestos
- semiconductores

Algunos libros hacen una clasificación más exhaustiva, aunque con estas categorías cualquier elemento puede ser clasificado.
En realidad en la ciencia de materiales se reconocen como categorías únicamente los metales, los materiales cerámicos y los polímeros, cualquier material puede incluirse en una de estas categorías, así pues los semiconductores pertenecen a los materiales cerámicos y los materiales compuestos no son más que mezclas de materiales pertenecientes a las categorías principales.

## Sectores industriales
Entre los sectores industriales más importantes que emplean a profesionales de la ingeniería de materiales se encuentran:
- Industria automovilística, de transporte ferroviario, aeronáutico y aeroespacial
- Sustitución de materiales e ingeniería de productos
- Garantía de calidad y fiabilidad de materias primas, procesos industriales y productos
- Sector de producción de la energía
- Electrónica y telecomunicaciones
- Sector biosanitario

## Competencias

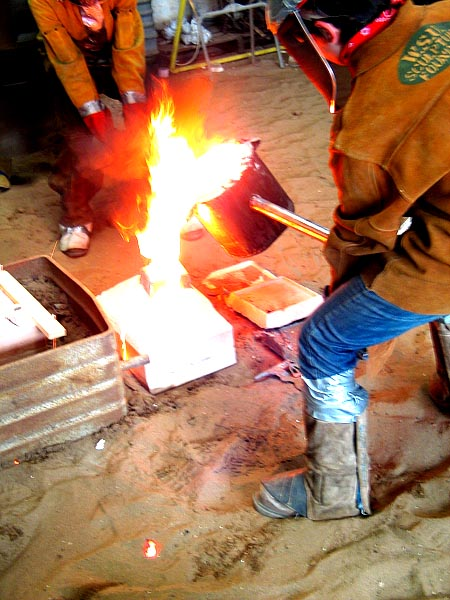
Una de las técnicas de fabricación relacionada con esta ingeniería es el moldeo de lingotes.

Entre sus competencias, destacan las siguientes:
- Diseño, desarrollo y selección de materiales para aplicaciones específicas
- Realización de estudios de caracterización, evaluación y certificación de materiales según sus aplicaciones
- Diseño y desarrollo de procesos de producción y trasformación de materiales
- Inspección y control de calidad de los materiales y sus procesos de producción, transformación y utilización
- Definición, desarrollo, elaboración de normativas y especificaciones relativas a los materiales y sus aplicaciones
- Diseño, cálculo y modelización de los aspectos materiales de elementos, componentes mecánicos, estructuras y equipos
- Evaluación de la seguridad, durabilidad y vida en servicio de los materiales
- Diseño, desarrollo y control de procesos de recuperación, reutilización y reciclado de materiales
- Dirección de industrias relacionadas con los puntos anteriores
- Dictámenes, peritaciones e informes en relación con los puntos anteriores
- Gestión económica y comercial en relación con los puntos anteriores
- Ejercicio de la docencia en los casos y términos previstos en la normativa correspondiente

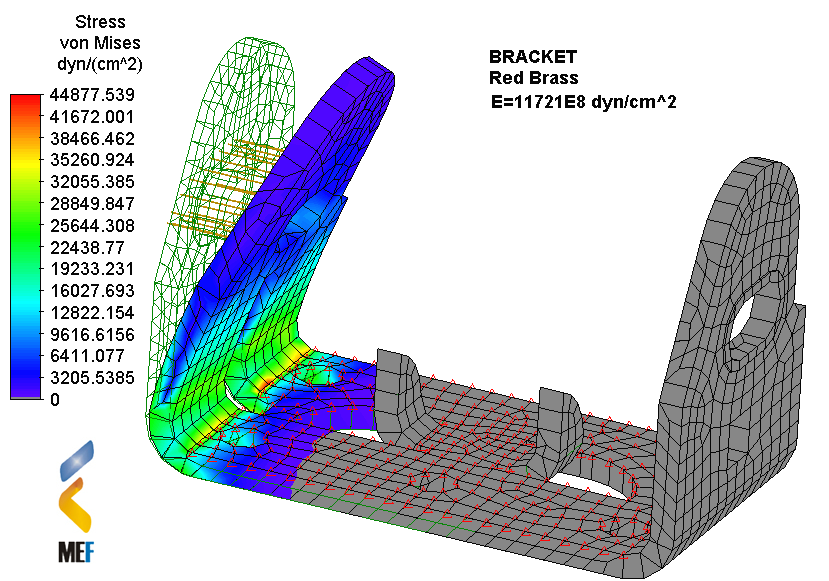
Cálculo de elementos finitos en piezas es importante para este tipo de profesional